# 61e régiment d'infanterie territoriale
Le 61e régiment d'infanterie territorial est un régiment d'infanterie de l'armée de terre française qui a participé à la Première Guerre mondiale.

## Création et différentes dénominations
Le régiment reçoit son numéro par décret du 19 mars 1875, en prévision de la mobilisation.

## Drapeau
Il ne porte aucune inscription.

## Historique des garnisons, combats et batailles du61eRIT

### Première Guerre mondiale
Garnison: Cosne sur Loire (Nièvre)
Affectations :

#### 1914
- 2 août : Premier jour de mobilisation, tous les officiers arrivent à Cosne ainsi que les premiers éléments mobilités.

- 4 août : Le 3e bataillon est prêt à partir à l'effectif de 10 officiers et de 991 hommes. A 22 heures, le 3e bataillon reçoit l'ordre de se tenir prêt à quitter Cosne [3].

- 5 août : Départ de la caserne Binot du 1er bataillon par le train vers Is-sur-Tille (JMO 61e RIT 1Bat). A 3h25, le 3e bataillon, sous les ordres du capitaine Finestre, se rend à la gare où il embarque. (Historique de Campagne 14-18, 3eB 61e RIT).

- 16 septembre : 3 compagnies du 3e bataillon nettoient le champ de bataille de La Vaux-Marie (Historique de Campagne 14-18, 3eB 61e RIT).

- 23 septembre : Départ du 1er bataillon de Is-sur-Tille vers Aubervilliers.

- 25 septembre : Le champ de bataille de la Vaux Marie nettoyé, le 3e bataillon reçoit l'ordre de rentrer à Bar-le-Duc où il est mis au repos. (Historique de Campagne 14-18, 3eB 61e RIT).

#### 1918
- 25 décembre : Au moment de sa démobilisation et dissolution, le 3e bataillon du 61e régiment territorial d'infanterie a une compagnie à Arras, deux avec l’Etat-major à Fourmies, une au Camp de Champlieu.

Soldats du 3e bataillon du 61e RIT morts pour la France : ? à Bar-le-Duc, CHENUT, à Verdun, GUÉNOT, à Louvercy, Caporal CLAMON, à Mouthiers, Caporal FAURÉ, à Clermont (Oise), GROBOIS, à Compiègne. HERCOUET, à Compiègne.